# Hagfors
Hagfors este un oraș în Suedia.

## Istoric
În 1850, aproximativ 120 de persoane (19 familii) locuiau în zona de astăzi Hagfors. În 1876, Hagfors a fost înregistrat ca nume de loc. Din 1940 până în 1950, Hagfors a aparținut parohiei Råda. La 1 ianuarie 1950, Hagfors a devenit un oraș separat. În 1974, orașul împreună cu alte locuri, parte a comunității nou create, Hagfors și Hagfors, au devenit capitala.

## Trafic
Cel mai apropiat aeroport este aeroportul public Hagfors. Fosta linie ferată Nordmark-Klarälvens Järnvägar este închisă și dezmembrată.

## Demografie
| \| Evoluția demografică a zonei urbane Hagfors, 1970–2015 \| Evoluția demografică a zonei urbane Hagfors, 1970–2015 \| Evoluția demografică a zonei urbane Hagfors, 1970–2015 \| Evoluția demografică a zonei urbane Hagfors, 1970–2015 \| Evoluția demografică a zonei urbane Hagfors, 1970–2015 \| \| --------------------------------------------------------------------------------------- \| ------------------------------------------------------ \| ------------------------------------------------------ \| ------------------------------------------------------ \| ------------------------------------------------------ \| \| An \| \| \| Locuitori \| \| \| 1970 \| 1970 \| \| 8.315 \| 8.315 \| \| 1975 \| 1975 \| \| 8.060 \| 8.060 \| \| 1980 \| 1980 \| \| 7.542 \| 7.542 \| \| 1990 \| 1990 \| \| 6.701 \| 6.701 \| \| 1995 \| 1995 \| \| 6.378 \| 6.378 \| \| 2000 \| 2000 \| \| 5.725 \| 5.725 \| \| 2005 \| 2005 \| \| 5.403 \| 5.403 \| \| 2010 \| 2010 \| \| 5.146 \| 5.146 \| \| 2015 \| 2015 \| \| 4.869 \| 4.869 \| \| Sursa: SCB - Statistika Centralbyrån, Folkmängden per tätort. Vart femte år 1960 - 2016 \| \| \| \| \| |      |  |           |       |
| Evoluția demografică a zonei urbane Hagfors, 1970–2015 |      |  |           |       |
| An |      |  | Locuitori |       |
| 1970 | 1970 |  | 8.315     | 8.315 |
| 1975 | 1975 |  | 8.060     | 8.060 |
| 1980 | 1980 |  | 7.542     | 7.542 |
| 1990 | 1990 |  | 6.701     | 6.701 |
| 1995 | 1995 |  | 6.378     | 6.378 |
| 2000 | 2000 |  | 5.725     | 5.725 |
| 2005 | 2005 |  | 5.403     | 5.403 |
| 2010 | 2010 |  | 5.146     | 5.146 |
| 2015 | 2015 |  | 4.869     | 4.869 |
| Sursa: SCB - Statistika Centralbyrån, Folkmängden per tätort. Vart femte år 1960 - 2016 |      |  |           |       |